# Partit Revolucionari Institucional
|  | Per a altres significats, vegeu «PRI (desambiguació)». |

El Partit Revolucionari Institucional (en castellà: Partido Revolucionario Institucional, PRI), és un partit polític mexicà que va tenir un poder hegemònic al país durant la major part del segle xx. Va sorgir com a idea del president Plutarco Elías Calles el 1929 per aturar les lluites i enfrontaments entre les faccions victorioses de la Revolució Mexicana, i garantir la transició pacífica del poder.
Al llarg de la història el partit va canviar de nom. Originalment va ser fundat com a Partit Nacional Revolucionari el 1929. El president Lázaro Cárdenas, potser el president mexicà més famós i estimat del segle xx, va canviar el seu nom a Partit de la Revolució Mexicana. Finalment, el 1946, el seu nom va ser canviat a l'actual Partit Revolucionari Institucional.

## Història dels governs emanats del partit

### Miracle mexicà
Atès que l'origen del partit és la Revolució Mexicana, el seu esperit era socialista. Com a partit de govern després de la lluita armada, va gaudir del suport camperol i obrer. Les primeres dècades de govern priísta, van estar caracteritzades per la pacificació del país, i un impressionant desenvolupament econòmic que s'ha anomenat el "Miracle Mexicà". En aquest període es van crear les institucions de seguretat social, els sindicats de treballadors, es va nacionalitzar la indústria petroliera (que era controlada per nord-americans i anglesos), i es va fer el repartiment gratuït de terra als camperols. Per aquestes raons, el suport al partit va ser gairebé absolut a nivell federal i estatal. A més, Mèxic experimentaria transicions governamentals pacífiques la resta del segle: a diferència d'altres països de Llatinoamèrica, Mèxic no va experimentar cap cop d'estat, i el Congrés de la Unió mai no va ser dissolt per decisió presidencial.

### Poder i frau
Malgrat l'estabilitat obtinguda els primers quaranta anys després de la Revolució Mexicana, el partit es va fer de molt poder governamental, i alguns historiadors el van comparar a un partit d'Estat. Encara que al començament gaudia del suport de les classes pobres i camperoles, va adquirir la reputació de guanyar en noves eleccions per mitjà del frau i fins i tot la violència, la corrupció i la repressió, i de limitar el ple desenvolupament democràtic del país. Va ser severament criticat per la repressió de la manifestació estudiantil el 1968, dies abans del començament dels Jocs Olímpics a la ciutat de Mèxic.

### Crisis econòmiques
Les dificultats econòmiques i la crisi petroliera dels anys setanta i vuitanta, van fer que el suport del partit minvés. El PRI va començar a perdre en eleccions locals la dècada de 1980, i va perdre les primeres eleccions a governador d'estat el 1989, a Baja California. Les eleccions presidencials de 1988 van ser les més controvertibles de tota la història del país. El candidat del principal partit d'oposició de llavors, Cuauhtémoc Cárdenas, fill del conegut i estimat expresident Lázaro Cárdenas, va ser la primera amenaça seriosa electoral per al PRI. De fet, segons alguns sondejos i enquestes indiquen seria Cárdenas el que va guanyar les eleccions, però, pen un suposat frau electoral es declararia victoriós Carlos Salinas de Gortari el candidat del PRI.

### Nou vigor
Carlos Salinas, tanmateix va ser el primer d'una nova onada de presidents economistes. Orientat cap al neoliberalisme, va controlar la inflació del país, va reestructurar el deute extern, va crear l'Institut Federal Electoral com a institució independent i governada per ciutadans, va promoure la inversió estrangera i el lliure comerç, va terminar amb algunes de les lleis anti-clericals, i va signar el NAFTA amb els Estats Units i el Canadà. Malgrat la controvèrsia de les eleccions que el van fer guanyador, amb el creixement econòmic que Mèxic va experimentar per primera vegada en més d'una dècada, Carlos Salinas va guanyar reputació i suport dintre i fora del país, i va donar un nou vigor al PRI, que va guanyar les eleccions presidencials de 1994 que serien aleshores reconegudes com les més transparents de la història del país.

### La crisi de 1994 i la transició política
Amb l'aixecament armat de l'Exèrcit Zapatista d'Alliberament Nacional (EZLN, en castellà), i l'assassinat del candidat del PRI per a les eleccions presidencials de 1994, els inversors van dubtar de l'estabilitat política i econòmica del país, la qual cosa va provocar la sortida de capitals i d'inversió indirecta. El desembre de 1994, el nou president, sense poder controlar més la situació, va devaluar la moneda mexicana, i el país es va enfonsar en la pitjor crisi econòmica de la seva història. El PRI, i l'expresident Salinas van ser severament criticats com a causants de la caiguda econòmica. El 1997, per primera vegada des de la Revolució Mexicana, el PRI va ser minoria a la Cambra de Diputats, i finalment el 2000 va perdre les eleccions presidencials, on el guanyador va ser Vicente Fox, del Partit Acció Nacional. Encara que aquestes eleccions han estat sovint anomenades pels opositors del PRI com la "transició democràtica" o "començament de la democràcia", aquest esdeveniment, en realitat, va marcar la "transició política". La trancisió democràtica va començar des de la dècada de 1990 amb la creació de l'Institut Federal Electoral. Les eleccions de 1994, amb observadors internacionals, van ser catalogades, aleshores, com les més transparents de la història del país. També ho serien les eleccions parlamenàries de 1997 en què, per primera vegada en la història, cap partit polític aconseguiria majoria absoluta en el Congrés de la Unío. Des de 1989 alguns estats de la federació ja eren governats per partits d'oposició. El 2000 només marcaria la trancisió política a nivell federal.
En perdre les eleccions presidencials, els polítics vaticinaven la desaparició o el desmembrament del PRI, que era considerat per molts el causant de les crisis econòmiques del país i de la corrupció i repressió. Sorpresivament, però, el partit es va reestructurar, guanyant la majoria relativa de la Cambra de Diputats el 2003, i les eleccions a governador de diversos estats de la federació que abans eren governats per altres partits.

## Crisi de 2006
Les eleccions presidencials i parlamentàries del 2006 van revertir aquesta breu tendència positiva: el candidat a president de la nació, Roberto Madrazo, es va situar en tercer lloc amb el 22% dels vots, i el partit va perdre més de la meitat dels seients de la Cambra de Diputats i del Senat, situant-se també en tercer lloc en el nombre total de seients al parlament mexicà. En les següents eleccions va perdre el control del congrés.
En les Eleccions federals de Mèxic de 2012 va recuperar la presidència quan Enrique Peña Nieto va guanyar amb el 38,21% dels vots contra el 31,59% de Andrés Manuel López Obrador, però la seva gestió amb la corrupció, la delinqüència i el tràfic de drogues, el segrest massiu d'Iguala el van convertir en el president més impopular en la història recent de Méxic. El retorn del PRI al poder s'aconseguí per una millor organització de partit, un candidat telegènic, dotze anys de governs del PAN que no van complir amb les expectatives de la societat en ocupació i seguretat, i la nostàlgia d'un temps passat en què el PRI garantia l'ordre i l'autoritat d'un Estat protector.

## Crisi de 2018
En 2015, el PRI va començar a perdre la majoria als estats, i després de la pèrdua de la presidència les eleccions de 2018, en les de 2021 va perdre vuit dels dotze estats en els que governava, i el partit està assetjat per les acusacions de corrupció i les crisis internes.

## Presidents de Mèxic que van ser candidats del PRI
1. 1928-1930: Emilio Portes Gil
2. 1930-1932: Pascual Ortiz Rubio
3. 1932-1934: Abelardo L. Rodríguez
4. 1934-1940: Lázaro Cárdenas del Río
5. 1940-1946: Manuel Ávila Camacho
6. 1946-1952: Miguel Alemán
7. 1952-1958: Adolfo Ruiz Cortines
8. 1958-1964: Adolfo López Mateos
9. 1964-1970: Gustavo Díaz Ordaz
10. 1970-1976: Luis Echeverría
11. 1976-1982: José López Portillo
12. 1982-1988: Miguel de la Madrid
13. 1988-1994: Carlos Salinas de Gortari
14. 1994-2000: Ernesto Zedillo
15. 2012-2018: Enrique Peña Nieto